# Millennium Hall
Millennium Hall é uma arena multi-uso localizado em Seoul, Coreia do Sul.